# Facultad de Ciencias de la Universidad de Magallanes
La Facultad de Ciencias de la Universidad de Magallanes  fue creada el 9 de enero de 1990, se encuentra localizada en el Campus Central de la Universidad de Magallanes, conectada a la Facultad de Ingeniería de la Universidad de Magallanes, su decano es el señor Víctor Díaz.
Su principal misión es desarrollar el ámbito de las Ciencias Físicas, Matemática, Estadística, Biología, Química y Ciencias Ambientales, para contribuir al progreso científico tecnológico de la región austral.

## Departamentos y Carreras

### Departamento de Ciencias y Recursos Naturales
- Biología Marina

### Departamento de Ciencias Agropecuarias y Acuícolas
- Agronomía